# 貨客混載
貨客混載（かきゃくこんさい, Integration of passenger and freight transport）とは、貨物と旅客の輸送、運行を一緒に行う形態のこと。鉄道、路線バス、タクシー、飛行機、フェリーなどで行われる。多くの場合、旅客が滞在するスペースと貨物を積載するスペースは明確に分離される（ミャンマーのローカル線などでは、貨車に乗客が乗車し分離されていないものも見られる）。対語は客貨分離。客車と貨車を連結した列車（混合列車）は、一つの車両内には混載しないが、広義には含まれる。
ヤマト運輸などでは、客貨混載（きゃくかこんさい）と表現している。貨客同時輸送と呼ばれることもある。英語では貨客混載仕様の輸送機器や運用を「コンビ」と呼ぶ。
- 鉄道 - コンビ車（英語版）, 混合列車
- 航空 - 貨客混載機
- バス - ポストバス

## 欧州
スイスやイギリスなどでは郵便集配車が旅客運送も行うポストバスが導入されている。

### スイス
スイスでは郵便馬車を起源とするポストバスが山岳地帯を含む全土をカバーしており一部は観光ルートになっている。スイスでは電信電話事業が民営化されたが、それ以後も郵便事業とポストバスに関して郵政省の管轄とされている。

### イギリス
イギリスではバス事業の規制緩和が行われた際に過疎地域の赤字路線からバス事業者が撤退するおそれがあったため、自治体が運行補助を行う路線とその運賃や運行頻度などを入札にかけ、原則として最低価格を提示した企業が応札する補助金入札制が導入された。補助金入札には公営企業も参加することができ、イギリス各地で郵便集配車を運行するロイヤルメールが落札する例も多く、郵便集配車による旅客輸送が行われている。

## 日本
日本では、鉄道において効率の良い大規模輸送や高頻度輸送を目的として客貨分離（例：混合列車、荷物列車、郵便車の廃止等）が進められてきた経緯がある。しかしながら21世紀に入ると、二酸化炭素排出量削減などの環境問題や地方で進行し始めた人口減少対策、さらにトラックドライバー不足などにより、客貨分離が必ずしも効率的ではない状況も見られるようになった。
貨客混載は国鉄時代にも存在したが、いわゆる荷物車や郵便車よりも規模がかなり小さいため、異なる概念となっている。

### 日本における歴史
2010年（平成22年）9月2日 - 環境負荷の軽減、都市内交通渋滞の解消等の効果を検証するため、札幌市と都市型新物流システム研究会（株式会社ドーコン、ヤマト運輸）が共同で地下鉄を利用した宅配便の拠点間輸送の実証実験を市営地下鉄東西線で実施。
2011年（平成23年）5月18日 - ヤマト運輸が環境負荷の軽減を目的に京福電鉄の路面電車（通称「嵐電」）を利用した宅配便輸送を開始。
2015年（平成27年）6月3日 - ヤマト運輸と岩手県北自動車が盛岡市 - 宮古市間の路線バスで貨客混載運行を開始。荷室を備えた専用車両での貨客運行はこれが全国初。
10月1日 - ヤマト運輸と宮崎交通が西都市 - 西米良村間の路線バスで貨客混載を開始。
こうした動きを背景に、同年12月に開催された交通政策審議会と社会資本整備審議会では、過疎地の物流網を維持するために、バスや鉄道の輸送力を活用した貨客混載の検討を進める必要があること、また、都市内物流でも、トラックドライバー不足対策の観点から旅客輸送力を活用した貨物輸送を検討すべきとの指摘を行った。
2016年（平成28年）4月1日 - JR東日本グループのバス会社（ジェイアールバス関東・ジェイアールバス東北・ジェイアールバステック）と物流会社（ジェイアール東日本物流・東北鉄道運輸）が共同で地域活性化物流有限責任事業組合を立ち上げた。
8月29日 - 東京地下鉄・東武鉄道・佐川急便・日本郵便・ヤマト運輸の鉄道2社と物流3社が有楽町線 - 東武東上線間で物流実証実験を行った。
9月14日 - 茨城交通の新宿・東京 - 常陸太田線で、常陸太田市内で収穫された野菜の輸送が道の駅ひたちおおたから都内（中野区）で開始。
9月27日 - ヤマト運輸が名寄市 - 美深町・下川町間は名士バスの路線バスで、士別市 - 士別市朝日町間は士別軌道の路線バスで、足寄町 - 陸別町間は十勝バスの路線バスでそれぞれ貨客混載を開始。
2017年（平成29年）3月2日 - 札幌市交通局とヤマト運輸が路面電車を用いた実証実験を行った。
4月18日 - 佐川急便と北越銀行がほくほく線のうらがわら駅 - 六日町駅間で貨客混載列車を運行開始。
9月1日 - 国土交通省は過疎地などで、貨物自動車（ライトバンやツーリングワゴン等）に旅客を乗せる事例等の解禁や、従来存在した乗合バス（路線バス）による貨物輸送の重量制限（350kgまで）を撤廃する規制緩和を9月1日から実施した。
9月8日 - 京王電鉄バスが中央高速バスが野菜の輸送を高山線で開始。
11月1日 - 佐川急便と旭川中央ハイヤーが乗合タクシーを利用した戸別配送事業を開始。
2018年（平成30年）2月16日 - ヤマト運輸と和歌山電鐵が貴志川線の田中口駅 - 神前駅間で貨客混載列車を運行開始。
2月20日 - ヤマト運輸と宮崎交通が2015年から実施している貨客混載に日本郵便が参画、複数事業者の貨物を共同輸送するのはこれが全国初。
2月21日 - ヤマト運輸と長良川鉄道が越美南線の関駅 - 美並苅安駅間で貨客混載列車が運行開始。宅配業者の社員が同乗せずに乗客と荷物を混載する貨客混載事業はこれが全国初。
6月26日 - 京王電鉄バスと中央高速バスが野菜の輸送を伊那・飯田線で開始。
12月1日 - 佐川急便と天塩ハイヤーが貨客混載事業を開始。

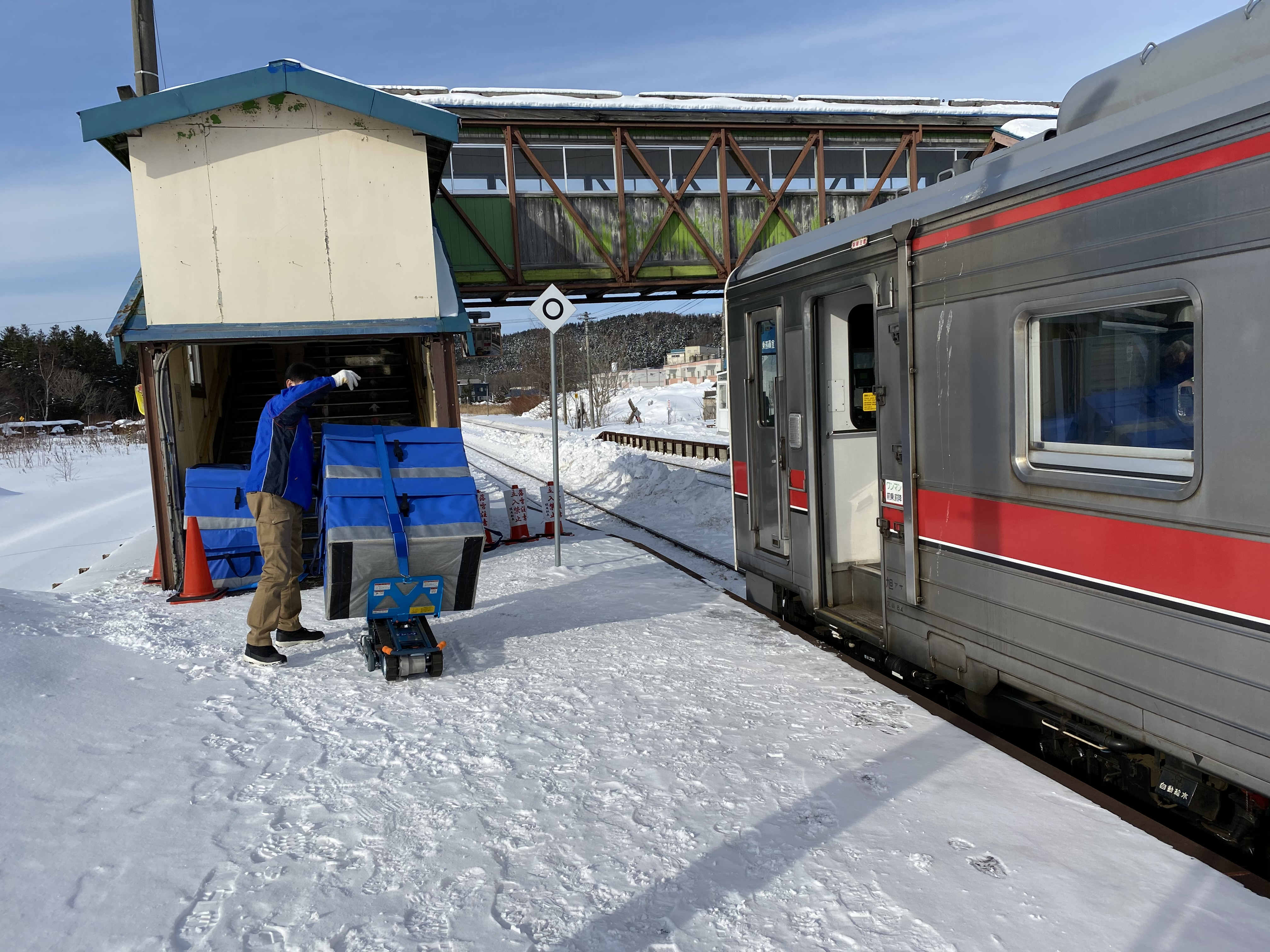
幌延駅に到着した列車から降ろされた荷物（2020年1月）

2019年（令和元年）4月18日 - 佐川急便とJR北海道と天塩ハイヤーが、宗谷本線の稚内 - 幌延間で鉄道とタクシーを利用した貨客混載事業を開始。稚内駅で列車に荷物を積み込み、幌延駅で天塩ハイヤーのドライバーが荷物を降ろして幌延町内の各家庭に配達する。宅配業者が鉄道とタクシーなど異なる配送手段を組み合わせる形で行う貨客混載事業はこれが全国初。
2020年（令和2年）3月23日 - 西米良村営バスが佐川急便・日本郵便・ヤマト運輸と3社共同で宅配便（通称ホイホイ便）の輸送を開始。佐川急便・日本郵便・ヤマト運輸3社による共同貨客混載事業はこれが全国初。
11月9日 - ヤマト運輸とアルピコ交通が、松本電鉄バスの新島々駅 - 奈川渡ダム - 奈川・白骨・乗鞍・上高地間で貨客混載事業を開始。
その後、新型コロナウィルスの影響で鉄道利用者数が激減。その収入減を補うための、新幹線や特急列車等の空席を利用した荷物輸送が各鉄道事業者で行われるようになった。
2023年（令和5年）3月15日 - 国土交通省が過疎地に限定していた旅客事業車両による貨物輸送、貨物事業車両による人員輸送を過疎地以外でも一定の需要があるとして全国的に解禁する方針を発表した。
3月24日 - JR西日本と和歌山市と日本通運が、特急「くろしお」を利用した貨客混載輸送の実証実験を、和歌山市中央卸売市場 - 和歌山駅 - 京都駅間で実施。